# Home (Simple Minds)
Home è un singolo del gruppo musicale britannico Simple Minds, il primo estratto dall'album Black & White 050505 nel 2005.

## Classifiche
| Classifica (2005) | Posizione massima |
| ----------------- | ----------------- |
| Belgio (Fiandre)  | 58                |
| Belgio (Vallonia) | 62                |
| Germania          | 53                |
| Italia            | 18                |
| Paesi Bassi       | 77                |
| Regno Unito       | 41                |